# ألفونس جرونيندايك
ألفونس جرونيندايك (بالهولندية: Alfons Groenendijk) (17 مايو 1964 بلايدن في هولندا - ) هو مدرب كرة قدم ولاعب كرة قدم هولندي في مركز الوسط. لعب مع أدو دين هاغ وأياكس أمستردام ورودا ياي سي وسبارتا روتردام ومانشستر سيتي ونادي أوترخت.

## وصلات خارجية
- ألفونس جرونيندايك على موقع قاعدة بيانات كرة القدم.إي يو (الإنجليزية)
- ألفونس جرونيندايك على موقع Soccerbase.com (لاعب) (الإنجليزية)
- ألفونس جرونيندايك على موقع عالم كرة القدم.نت (الإنجليزية)